# Karthago Airlines
Karthago Airlines (arabisch قرطاج للطيران, DMG Qarṭāǧ li-ṭ-Ṭayarān) war eine tunesische Fluggesellschaft mit Sitz in Tunis.

## Geschichte
Karthago Airlines wurde 2001 als Tochtergesellschaft der Karthago Group (58 % der Anteile), Banken und anderer gegründet. Im Januar 2011 ging Karthago Airlines in die bestehende Nouvelair Tunisie über.

## Flotte
Mit Stand August 2010 bestand die Flotte der Karthago Airlines aus vier Flugzeugen:
- 4 Boeing 737-300